# Мундат
Мундат (англ. mundat) — язык западночадской ветви чадской семьи, распространённый в центральной Нигерии: в селении Мундат района Боккос (англ. Bokkos) штата Плато (в его западной части) на границе со штатом Насарава. Ареал языка мундат на севере, востоке и на юге граничит с ареалами близкородственных западночадских языков группы рон: на севере — с ареалом языка ша, на востоке — с ареалами диалектов языка рон (или ареалами самостоятельных языков) — шагаву, даффо-бутура и бокос, на юге — с ареалом языка кулере. На западе и северо-западе к ареалу языка мундат примыкают ареалы языков бенуэ-конголезской семьи: на западе — ареал языка хаша, на северо-западе — ареал языка нунгу.
По данным 1998 года численность говорящих на языке мундат составляла около 1 000 человек. Численность этнической группы мундат по информации, изложенной на сайте Joshua Project, составляет 1 600 человек. Большинство носителей языка мундат придерживается традиционных верований, меньшая часть исповедует христианство и ислам.
Язык мундат входит в группу языков рон согласно классификации афразийских языков британского лингвиста Роджера Бленча (Roger Blench).
Наиболее близок языкам ша и карфа, также к близкородственным языку мундат относятся языки рон (чала), даффо-бутура, бокос, шагаву, кулере, фьер и тамбас. В классификации, представленной в справочнике языков мира Ethnologue, язык мундат включён в число языков собственно рон подгруппы А4 группы А западночадской ветви.